# Hermann Conrad Benke
Hermann Conrad Benke (1869 - 1946) fue un profesor y botánico alemán, nacionalizado estadounidense, que se especializó en el género Aster.

## Eponimia
Especies
- (Cyperaceae) Carex benkei Tak.Shimizu[2]

## Algunas publicaciones
- hermann conrad Benke. 1946. Life skectches. Ed. Kansas Historical Quarterly, 26 pp.
- --------------------------. 1939. New Color Forms in South Dakota Aster. Reimpreso
- --------------------------. 1936. Studies of the Monroe Collection of Asters. Ed. Torrey Botanical Club, 7 pp.